# STS-59
STS-59 byla mise raketoplánu Endeavour. Celkem se jednalo o 62. misi raketoplánu do vesmíru a 6. pro Endeavour. Cílem letu mise byly experimenty Space Radar Laboratory.

## Posádka
- Sidney M. Gutierrez (2) velitel
- Kevin P. Chilton (2) pilot
- Linda M. Godwinová (2) velitel užitečného zatížení
- Jerome Apt (3) letový specialista 2
- Michael Richard Clifford (2) letový specialista 3
- Thomas D. Jones (1) letový specialista 4

V závorkách je uvedený dosavadní počet letů do vesmíru včetně této mise.